# Józefa Joteyko
Józefa Franciszka Joteyko, parfois dite Joséphine ou Josepha (née le 29 janvier 1866 à Poczujki près de Kiev, morte le 24 avril 1928  à Varsovie) est une psychologue, physiologiste et pédagogue polonaise, coorganisatrice, avec  Maria Grzegorzewska, de la pédagogie spéciale à Varsovie. 
Elle a été vice-présidente de la Société belge de neurologie et lauréate de l’Académie des sciences en France.

## Biographie
La famille Joteyko appartient à l’aristocratie lituanienne, ses parents ont quitté la Lituanie en 1873 pour s’installer à Varsovie. Le frère de Joséphine, Tadeusz (1872-1932), était un compositeur. 
Après les études en lycée (terminées en 1884), Joséphine Joteyko, pour pouvoir poursuivre son éducation, est partie à Genève, où elle a commencé ses études en 1886. En 1888 elle devient bachelière en sciences physiques et naturelles, et après un bref séjour à Varsovie, elle part à Bruxelles pour continuer son éducation, et ensuite à Paris, où elle soutient sa thèse en médecine en 1896. Son habilitation à diriger les recherches est soutenue à Varsovie en 1927. 
En 1898, Joséphine Joteyko retourne à Bruxelles, pour y travailler sur la physiologie à l’Institut Solvay. Elle y rejoint Michalina Stefanowska sa compagne et collègue à Genève et Paris. Elles publient ensemble de nombreux articles de recherche, remportant plusieurs prix comme le Prix Dieudonnée de l'Académie Royale de Médecine de Belgique en 1901 et le Prix Montyon de l'Académie des Sciences en 1903.  
Elle s’intéresse en particulier à la physiologie du travail, et, avec Charles Henry, publie « Sur l'équation générale des courbes de fatigue » (1903), et ensuite, seule, « Les lois de l’ergographie: Etude physiologique et mathématique » (1904). 
En 1909, elle est la seule femme à faire partie du 6e Congrès international de Psychologie à Genève. 
Elle enseigne notamment à Mons et à Charleroi (1906-1914), en 1916 elle enseigne la pédagogie et la psychologie expérimentale à la Sorbonne, pour ensuite donner des cours au Collège de France (chaire Michonis), en tant que première femme à y avoir jamais enseigné. En 1918 elle commence à enseigner à Lyon, mais rentre en Pologne en 1919. Après avoir travaillé à l’Institut de Pédagogie de Varsovie, elle continue sa carrière d’enseignante à l’Université de Varsovie à partir de 1926. 
Ses centres d’intérêts scientifique ont varié avec le temps. Elle a commencé à travailler sur la physiologie, puis sur la psychologie et la pédagogie du travail.

## Publications majeures
- avec Michalina Stefanowska, Psycho-physiologie de la douleur, Paris : F. Alcan, 1909
- La fonction musculaire, Paris : O. Doin et fils, 1909
- La science du travail et son organisation, Paris : F. Alcan, 1917.
- Fatigue, Flammarion, 1920.
- La psychologie de la forme dans ses rapports avec les thèses de l’École active, Varsovie : Instytut Głuchoniemych i Ociemniałych, 1927.